# Pokal Slovenije 1995/96
Der Pokal Slovenije 1995/96 war die fünfte Austragung des slowenischen Fußballpokalwettbewerbs der Herren. Pokalsieger wurde der NK Olimpija Ljubljana, der sich in den beiden Finalspielen gegen den NK Primorje Ajdovščina durchsetzte. Der Sieger erhielt einen Startplatz im Europapokal der Pokalsieger 1996/97.

## Modus
In den ersten beiden Runden wurde der Sieger in einem Spiel ermittelt. Stand es nach der regulären Spielzeit von 90 Minuten unentschieden, wurde eine Verlängerung von 2 × 15 Minuten gespielt. Stand es danach immer noch unentschieden wurde der Sieger im Elfmeterschießen ermittelt. Ab dem Viertelfinale wurden die Begegnungen in Hin- und Rückspiel ausgetragen. Bei Torgleichheit entschied zunächst die Auswärtstorregel.

## Teilnehmer
| Nogometna Liga 1994/95    |
| ------------------------- |
| NK Primorje Ajdovščina    |
| ND Petrošnik Beltinci     |
| NK Publikum Celje         |
| NK Jadran Dekani          |
| ND HIT Gorica             |
| NK Izola                  |
| NK Kočevje                |
| FC Koper Capodistria      |
| NK Železničar Ljubljana   |
| NK Olimpija Ljubljana     |
| NK Branik Maribor         |
| NK Mura                   |
| NK Naklo                  |
| NK Korotan Suvel Prevalje |
| NK Rudar Velenje          |
| NK Slavija Vevče          |

| Sieger des Regionalpokals | Sieger des Regionalpokals            |
| ------------------------- | ------------------------------------ |
| MNZ Celje                 | NK Šentjur, NK Dravinja              |
| MNZ Koper                 | NK Ilirska Bistrica                  |
| MNZG Kranj                | NK Zarica Kranj, ŠD Visoko           |
| MNZ Lendava               | NK Nafta Lendava, NK Čentiba         |
| MNZ Ljubljana             | NK Zagorje, NK Črnuče                |
| MNZ Maribor               | NK Železničar Ljubljana, NK Pobrežje |
| MNZ Murska Sobota         | NK Cankova, ŠNK Bakovci              |
| MNZ Nova Gorica           | ND Adria                             |
| MNZ Ptuj                  | NK Aluminij, NK Drava Ptuj           |

## 1. Runde
|                           | Ergebnis        |                         |
| ------------------------- | --------------- | ----------------------- |
| NK Nafta Lendava          | 2:6             | NK Branik Maribor       |
| NK Kočevje                | 00:3 1          | NK Publikum Celje       |
| NK Rudar Velenje          | 1:0             | ND Petrošnik Beltinci   |
| NK Slavija Vevče          | 1:3             | NK Olimpija Ljubljana   |
| ND Adria                  | 0:3             | ND HIT Gorica           |
| NK Izola                  | 0:0 (3:5 i. E.) | NK Mura                 |
| NK Korotan Suvel Prevalje | 0:0 (3:4 i. E.) | NK Primorje Ajdovščina  |
| NK Aluminij               | 3:1             | NK Drava Ptuj           |
| NK Železničar Ljubljana   | 1:2             | NK Ilirska Bistrica     |
| NK Pobrežje               | 0:3             | FC Koper Capodistria    |
| NK Cankova                | 0:8             | NK Šentjur              |
| NK Dravinja               | 0:2             | NK Železničar Ljubljana |
| NK Črnuče                 | 3:1             | NK Zagorje              |
| ŠD Visoko                 | 1:2             | NK Naklo                |
| NK Čentiba                | 2:1             | NK Zarica Kranj         |
| ŠNK Bakovci               | 03:0 1          | NK Jadran Dekani        |

## Achtelfinale
|                         | Ergebnis              |                        |
| ----------------------- | --------------------- | ---------------------- |
| NK Aluminij             | 0:5                   | NK Primorje Ajdovščina |
| FC Koper Capodistria    | 0:1                   | ND HIT Gorica          |
| ŠNK Bakovci             | 0:2                   | NK Olimpija Ljubljana  |
| NK Ilirska Bistrica     | 1:3                   | NK Mura                |
| NK Železničar Ljubljana | 4:2 n. V.             | NK Črnuče              |
| NK Čentiba              | 01:17                 | NK Publikum Celje      |
| NK Naklo                | 0:0 n. V. (3:2 i. E.) | NK Šentjur             |
| NK Rudar Velenje        | 0:0 n. V. (4:2 i. E.) | NK Branik Maribor      |

## Viertelfinale
|                         | Gesamt |                  | Hinspiel | Rückspiel |
| ----------------------- | ------ | ---------------- | -------- | --------- |
| NK Olimpija Ljubljana   | 5:1    | ND HIT Gorica    | 3:1      | 2:0       |
| NK Publikum Celje       | 3:2    | NK Mura          | 2:0      | 1:2       |
| NK Železničar Ljubljana | 1:3    | NK Rudar Velenje | 0:1      | 1:2       |
| NK Primorje Ajdovščina  | 5:2    | NK Naklo         | 2:0      | 3:2       |

## Halbfinale
|                       | Gesamt |                        | Hinspiel | Rückspiel |
| --------------------- | ------ | ---------------------- | -------- | --------- |
| NK Olimpija Ljubljana | 3:1    | NK Rudar Velenje       | 3:1      | 0:0       |
| NK Publikum Celje     | 2:1    | NK Primorje Ajdovščina | 0:1      | 2:0       |

## Finale

### Hinspiel
| Paarung        | NK Primorje Ajdovščina – NK Olimpija Ljubljana |
| Ergebnis       | 0:1 (0:1)                                      |
| Datum          | 15. Mai 1996                                   |
| Stadion        | Stadion Ajdovščina, Ajdovščina                 |
| Zuschauer      | 2.000                                          |
| Schiedsrichter | Vili Kranjc                                    |
| Tore           | 0:1 Ermin Šiljak (13.)                         |

### Rückspiel
| Paarung        | NK Olimpija Ljubljana – NK Primorje Ajdovščina     |
| Ergebnis       | 1:1 (1:0)                                          |
| Datum          | 5. Juni 1996                                       |
| Stadion        | Bežigrad-Stadion, Ljubljana                        |
| Zuschauer      | 2.000                                              |
| Schiedsrichter | Žoran Novarlič                                     |
| Tore           | 1:0 Virginijo Velkoski (3.) 1:1 Dinko Vrabac (88.) |